# اورنوس

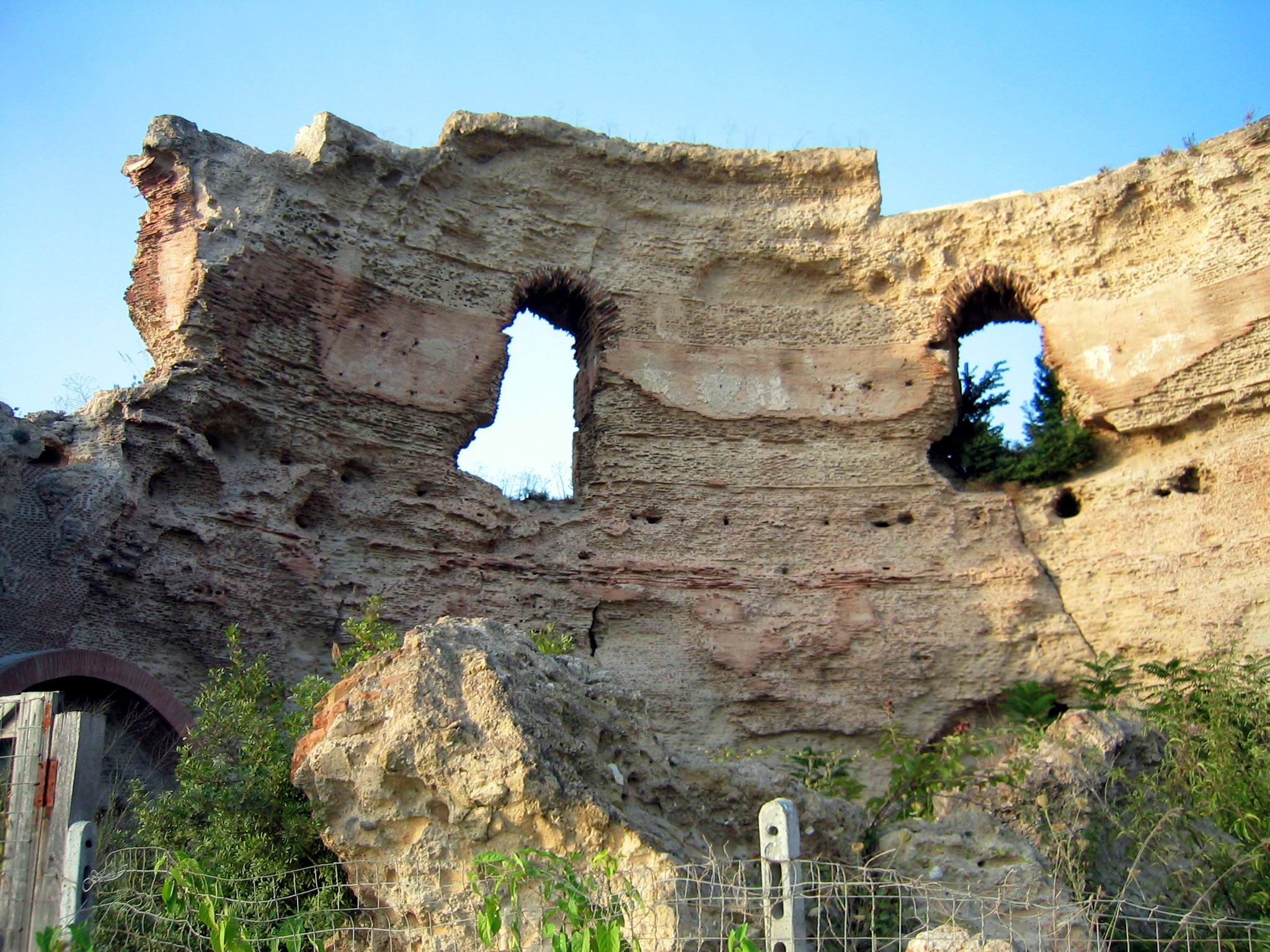
ویرانه‌های معبد آپولو در اورنوس

اورنوس (Lago d'Averno) نامی باستانی برای یک دهانه آتشفشانی در نزدیکی کومای (کوما)، ایتالیا ایتالیا، در منطقه کامپانیا در غرب ناپل است. بخشی از آتشفشان‌های منطقه فلگریا، محیط اورنوس تقریباً ۳٫۲ کیلومتر (۲٫۰ مایل) است. درون دهانه دریاچه اورنوس (Lago d'Averno) قرار دارد.

## نقش در جامعه روم باستان
اعتقاد بر این بود که اورنوس ورودی به دنیای مردگان است و در انه‌اید ویرژیل به این شکل به تصویر کشیده شده‌است. طبق سنت، تمام پرندگانی که بر فراز دریاچه پرواز می‌کردند، قرار بود بمیرند و بیافتند، از این رو نام دریاچه به یونانی به عنوان Ἄορνος (λίμνη) Áornos (límnē)‚ یا «بی‌پرنده (دریاچه)» منتقل شد. این احتمالاً به دلیل بخارهای سمی است که از دهانه آتشفشان به جو منتشر می‌کند. در زمان‌های بعد، این کلمه به سادگی یک نام جایگزین برای دنیای اموات بود.

## اورنی
اصطلاح اورنوس (جمع averni) همچنین توسط طبیعت‌شناسان باستان برای دریاچه‌ها، غارها و مکان‌های دیگری که هوا را با بخارات یا بخارات سمی آلوده می‌کنند، استفاده می‌کردند. غار سگ‌ها در ایتالیا یک نمونه معروف بود. اما مشهورترین آنها دریاچه اورنوس است.
به آنها «مفیت» نیز می‌گفتند. مفیتیس الهه رومی بخارات مضر بود که از مالاریا محافظت می‌کند. صفت «مفیتیک» به معنای «بوی بد» یا «بدبو» است.